# El Ángel (Ecuador)
El Ángel è una parrocchia urbana dell'Ecuador, capoluogo del cantone di Espejo, nella provincia del Carchi.